# Steenstrups
Il ghiacciaio di Steenstrups (o Steenstrups Gletscher) è un ghiacciaio della Groenlandia. Si trova presso Capo Seddon e si affaccia sulla Baia di Baffin; si trova nel comune di Avannaata.